# Union MDFM-UDD
L'Union MDFM-UDD (União MDFM/UDD) est un parti politique santoméen actif de 2018 à 2022, réunissant le Mouvement pour les forces de changement démocratique – Parti libéral (MDFM-PL) et l'Union des démocrates pour la citoyenneté et le développement (UDD).

## Historique
Un premier accord de fusion a lieu fin 2017 entre les deux partis, signé par le président de l'Union des démocrates pour la citoyenneté et le développement Manuel Diogo et Ayres Major, le vice-président du Mouvement pour les forces de changement démocratique – Parti libéral.
Lors de son congrès constitutif en août 2018, Carlos Neves, fondateur du MDFM-PL en 2001 puis de l'UDD en 2005, est élu président de l'Union et l'ancien président de la République et cofondateur du MDFM-PL Fradique de Menezes président d'honneur. Le parti bénéficie alors d'un seul parlementaire, Felisberto Afonso, élu de l'UDD.
Aux élections législatives de 2018, l'Union, qui forme une coalition avec le Parti de convergence démocratique, obtient 9,50 % des voix, et cinq sièges sur cinquante-cinq. Deux députés sur les cinq proviennent de l'Union MDFM-UDD : Felisberto Afonso, élu à Lembá, député déjà élu sur la liste d'union MDFM-PCD puis de l'UDD, et Ayres Major, élu à Mé-Zóchi, un ancien vice-président du MDFM-PL. Après les résultats, un accord parlementaire avec le Mouvement pour la libération de Sao Tomé-et-Principe – Parti social-démocrate (23 élus) est mis en place pour obtenir la majorité à l'Assemblée.
Carlos Neves se porte candidat à l'élection présidentielle de 2021, mais il n'obtient pas un pour cent des voix.
Quelques jours avant un congrès prévu le 27 mars 2022, Carlos Neves, président de l'Union, annonce que le Conseil national de l'UDD rompt l'alliance. Il reproche au parti de ne pas s'être impliqué dans sa campagne présidentielle. La séparation est entérinée par le MDFM en congrès.

## Résultats électoraux

### Élections présidentielles
| Année | Candidat     | 1er tour | 1er tour | 1er tour |
| Année | Candidat     | Voix     | %        | Rang     |
| ----- | ------------ | -------- | -------- | -------- |
| 2021  | Carlos Neves |          | <1       |          |

### Élections législatives
| Année | Résultats | Résultats | Sièges | Rang |
| Année | Voix      | %         | Sièges | Rang |
| ----- | --------- | --------- | ------ | ---- |
| 2018a | 7 451     | 9,50      | 2 / 55 | 3e   |

a Coalition avec le Parti de convergence démocratique (5 élus).

### Élections municipales
| Année | Résultats | Résultats | Sièges | Rang |
| Année | Voix      | %         | Sièges | Rang |
| ----- | --------- | --------- | ------ | ---- |
| 2018a | 9 626     | 13,58     | 4 / 63 | 4e   |

a Coalition avec le Parti de convergence démocratique.